# Cuneisigna cumamita
Cuneisigna cumamita là một loài bướm đêm trong họ Noctuidae.